# A kocka
A kocka (Cube) 1997-ben bemutatott kanadai horrorfilm, amelyet Vincenzo Natali rendezett. 
Magyarországi bemutatója 2002. december 12-én volt.

## Történet
Hat idegent bezárnak egy tökéletes kocka alakú labirintusba, amelyben az egyes kockák különböző csapdákat rejtenek. A hat ember között van rendőr, rabló, orvos és matematikus, építész és egy autista is, de egyikük sem tudja miért került oda. Össze kell fogniuk és közös tudásukat kell felhasználniuk, hogy kijussanak az életveszélyes labirintusból.
A film első jelentében az egyik szereplő egy kocka alakú szobában ébred fel, a szobából hat ajtó vezet ki – minden falon, a padlón és a mennyezeten egy-egy. Amikor elkezdi kinyitogatni az ajtókat, ugyanolyan szobákat talál a másik oldalon, csak a színük tér el attól a szobától, amelyben van. A férfi átmegy az egyik szobába, ahol hirtelen rácsapódik egy fémrács és feldarabolja.
Egy másik szobában találkozik Quentin (Maurice Dean Wint), Worth (David Hewlett), Holloway (Nicky Guadagni), Rennes (Wayne Robson) és Leaven (Nicole de Boer). Egyikük sem tudja, hogy miért vannak ott, hogyan kerültek oda vagy éppen miért, de elhatározzák, hogy együtt próbálják megtalálni a kifelé vezető utat. Quentin tudja, hogy egyes szobákban csapdák vannak, és mivel azt feltételezik, hogy a szobákat mozgásérzékelőkkel szerelték fel, úgy próbálják működésbe hozni a csapdát, hogy az egyikük bakancsát átdobják.
Ahogy haladnak szobáról szobára, Leaven (aki matematikus) számsorozatokat vesz észre a szobákat elválasztó csapóajtókon. Nemsokára Rennes beugrik egy szobába, amelyet a bakanccsal teszteltek és biztonságosnak gondoltak, de a szobában savat fecskendeznek az arcába és meghal. A csoport végül kitalálja, hogy a szobában olyan érzékelő lehetett, amit Rennes nem vett észre és elhatározzák, hogy sokkal jobb módszert kell találniuk a szobák megvizsgálására.
Quentin mindegyiküket kikérdezi, hogy honnan jöttek és mit csináltak előzőleg és arra a következtetésre jut, hogy nem a véletlen műve, hogy itt összejöttek és mindegyiküknek egy bizonyos feladatot kell végrehajtani a Kockában. Leaven bevallja, hogy nagyon jó matematikában és miután megvizsgálja a szobákat összekötő folyosón talált számokat, arra a következtetésre jut, hogy a prímszámok feltehetően azt jelzik, hogy a szobában csapda van. Ezután nekilát, hogy megfejtse a Kocka rejtélyét.
A csoport folytatja útját a Kockán keresztül, mígnem az egyik szobában találnak valaki: a Kazan névre hallgató személyt. Kazan fejlődési rendellenességgel született, de Holloway ragaszkodik ahhoz, hogy magukkal vigyék.
Menet közben a csoport különféle elméleteket kezd gyártani arról, hogy hol vannak, mi lehet az a hely, és hamarosan konfliktus tör ki Quentin és Holloway között. Quentin elutasítja Holloway összeesküvés-elméleteit, míg utóbbi azt tartja Quentinről, hogy naiv. Nemsokára Quentin belép egy szobába, amit a prímszámok elmélete alapján biztonságosnak gondoltak és csak hajszál híján kerüli el a forgó, borotvaéles drótok képében lecsapó halált. Leaven elmélete megdől, míg Quentin arra kezd gyanakodni, hogy Worth nem az, akinek látszik, hanem egy kém. Egyre jobban idegesíti Kazan állapota is. A csoport pihenőt tart, amíg Leaven egy újabb elméletet próbál felállítani, hogy megfejtse a számok rejtélyét.
A pihenő közben Quentin ráveszi Worth-öt, hogy vallja be: egyike azoknak, akik a hatalmas Kockát tervezték. Amikor azonban arról faggatják, hogy ki adott megbízást az épület megépítésére, azt állítja, hogy nem tudja. A többiek nem bíznak már Worth-ben, de mégis fontos információkkal szolgál a csoportnak: megtudják tőle, hogy mekkorák a Kocka méretei. Leaven erre alapozva előhozakodik azzal az elmélettel, hogy a szobák közötti számok koordináták, amelyek a Descartes-féle koordináta-rendszerben a szobák helyzetét adják meg. Erre alapozva a csoport a Kocka legközelebb eső oldala felé indul.
Nemsokára valóban elérik a kocka szélét, vagyis az utolsó szobát, ahonnan csak egy feneketlen mélység tárulkozik eléjük. Arra a következtetésre jutnak, hogy résnek kell lenni a szélső szoba és a Kocka külső fala között. Miután a ruháikból egy kötelet fabrikálnak, Holloway vállalkozik arra, hogy a kötélen lógva megvizsgálja a falat. Amint a szobán kívül függeszkedik, rengés rázza meg a Kockát és Holloway majdnem leesik. Quentin elkapja, de utána készakarva elengedi a kezét, miközben a többieknek azt állítja, hogy a lány keze kicsúszott a markából.
A csoport ismét pihenőt tart, mielőtt továbbindulnának. Míg a többiek alszanak, Quentin áthívja egy szomszédos szobába Leavent, ahol megpróbálja rávenni arra, hogy hagyják ott a többieket. Szexuálisan is megpróbál közeledni a lányhoz és erőszakos lesz, amikor az visszautasítja. Worth és Kazan felébrednek és megmentik Leavent. Quentin egyre inkább paranoiás lesz és bevallja, hogy ő okozta Holloway halálát. Quentin dührohamot kap, megveri Worth-öt és átdobja a padlón lévő ajtón egy szobába, amelyben Rennes holtteste van. A csoport megdöbben: először azt hiszik, hogy körbe-körbe jártak, de aztán észreveszik, hogy a savas szoba – ahol Rennes meghalt – már nincs a szomszédságban. Quentin és Leaven ekkor rájönnek, hogy a rengés, amit korábban éreztek, nem földrengés volt, hanem a Kocka átrendezte saját magát. Arra is rájönnek, hogy kell lenni egy hídnak, amely összeköti a Kocka külső részét a belső szobákkal. Leaven arra is rájön, hogy a csapdát rejtő szobákat jelző számok nem egyszerűen prímszámok, hanem prímszámok pozitív hatványai. A csoportnak ekkor meg kell fejteni a szobák közötti számokat, kideríteni, hogy vajon prímhatványok-e, és ekkor derül ki Kazan rejtett képessége: autista létére különösen jó készségei vannak matematikai téren és minden nehézség nélkül meg tudja fejteni a számok rejtélyét.
Miután a csoport kiszámolja, hogy hol találják a hídszobát, Kazan segítségével baj nélkül odatalálnak. Amikor odaérnek, akkor veszik észre, hogy a hídszoba – a labirintus vége – ugyanaz a szoba, amelyben felébredtek. Mivel arra számít, hogy hamarosan megmenekülnek, Worth kieszel egy tervet Quentin ártalmatlanítására, aki időközben teljesen megőrült. Worth megtámadja Quentint és egy szomszédos szobába kényszeríti, ahol a sorsára hagyják. A túlélők végül elérnek a hídszobába és amikor kinyitják az ajtaját, napfény áramlik be a szobába. Worth bejelenti, hogy ő nem fogja elhagyni a Kockát, mert semmi sem vár rá odakint. Érzékeny búcsút vesz Leaventől és éppen el akarnak válni, amikor megjelenik Quentin, aki valahogy kiszabadult és egy ajtókilinccsel leszúrja Leavent. Worth-öt is megsebesíti és éppen Kazan ellen akar fordulni, aki már félig kimászott a szobából, amikor Worth utolsó erejével elkapja a bokáját. Quentin csapdába esik a szobák közötti folyosón és a Kocka halálra zúzza, amikor ismét átrendeződnek a szobák. Miután Kazan megmenekül, Worth lefekszik Leaven mellé és együtt meghalnak.
A film utolsó jelenetében Kazant látjuk, ahogy lassan a fény felé sétál.

## Szereplők
| Karakter                            | Színész           | Magyar hang       |
| ----------------------------------- | ----------------- | ----------------- |
| Joan Leaven (a matematikushallgató) | Nicole de Boer    | Madarász Éva      |
| Helen Holloway (az orvos)           | Nicky Guadagni    | Vándor Éva        |
| David Worth (az építész)            | David Hewlett     | Sörös Sándor      |
| Kazan (az autista)                  | Andrew Miller     | Seszták Szabolcs  |
| Alderson (az első áldozat)          | Julian Richings   |                   |
| Rennes (a szökevény)                | Wayne Robson      | Rosta Sándor      |
| Quentin (a rendőr)                  | Maurice Dean Wint | Haás Vander Péter |

### Karakterek
- Maurice Dean Wint – Quentin: Természetes vezetőnek tűnik, aki a csoport egyik meghatározó egyénisége lesz első találkozásuk után. Rendőrnek mondja magát, erős és praktikus. Magára vállalja a legveszedelmesebb feladatok végrehajtását és mindig "gyakorlatias megoldások" után kutat. Hamarosan azonban kiderül róla (elsősorban a Worth-el való összetűzés során), hogy erőszakos, kegyetlen és némileg bizonytalan, azt is kiderül, hogy fiatal lányokat kedvel. Ahogy a cselekmény halad, megpróbálja ellenőrzése alá vonni Leavent, és a film végére megőrül.

- Nicky Guadagni – Dr. Helen Holloway: A csoport egyetlen idősebb női tagja, orvos. A film kezdetén megkeseredett, paranoid, melodramatikus figurát játszik. Állandóan összeesküvés-elméletekkel áll elő és azt feltételezi, hogy az Amerikai Egyesült Államok kormánya felelős a Kocka felépítéséért. A film előrehaladtával azonban megváltozik, ellátja Quentin sebeit és Kazuan gondját viseli, akivel nagyon türelmes és kedves. Szükség esetén nagyon is higgadtan tud viselkedni, amikor például elmagyarázza Quentinnek, hogy miért van szükségük Worth-re (annak ellenére, hogy nem bíznak a férfiban). Megpróbál közelebbi kapcsolatba kerülni Worth-el, mielőtt Quentin megöli. A film kezdetén igen labilis, megbízhatatlan volt, de végül a csoport egyik legstabilabb tagja lett, éles ellentétben Quentinnel.

- Nicole de Boer – Joan Leaven: A film elején egy kétségbeesett lányt alakít, aki addig sikít, amíg valaki a segítségére nem siet. Ahelyett, hogy felderítené környezetét, Quentin, Holloway és Worth siet a segítségére. Ő az egyetlen a csoportból, aki megtartott valamilyen személyes tárgyat (a szemüvegét). Kezdetben azt állítja magáról, hogy nincsen benne semmi különleges, de később kiderül, hogy különleges érzéke van a matematikához. Bár első elmélete hibásnak bizonyul, mégis a csoport megmenekülése szempontjából nélkülözhetetlen szerepet játszik – például csak ő képes értelmezni és a hasznukra fordítani a Worth által adott információkat.

- David Hewlett – David Worth: A film első jeleneteiben csak fekszik a földön, látszólag sérülten. A film első részében pesszimista és kigúnyolja Quentint, amiért az meg akar menekülni a Kockából. Nem nagyon játszik szerepet a csoportban, nem segíti őket, de időnként Kazan segítségére siet és bakancsokat dobál a szobákba, hogy felderítse a csapdákat. Amikor elérkeznek a vörös szobába, Quentin szembeszáll vele és kikényszeríti belőle az igazságot. Kiderül, hogy Worth volt az egyike azoknak, akik a Kocka külső részét tervezték, bár azt állítja, hogy nem ismeri sem az építtetők, sem a Kocka felépítésének okát. Quentin mérgesen reagál Worth szavaira és azt állítja, hogy Worth csak akadályozza őket, és azért van ott, hogy meggátolja a szabadulásukat. Quentin és Worth egymás ellenségei lesznek előbb Quentin próbál végezni Worth-el, majd a film végén Worth eszel ki egy tervet Quentin ártalmatlanítására. Több alkalommal megmenti Kazant és Leavent, de a kijáratnál úgy dönt, hogy nincs miért élnie és nem akarja elhagyni a Kockát. Végül Leaven mellett hal meg.

- Wayne Robson – Rennes: A "Wren" becenévre is hallgató figura először úgy tűnik, hogy sokat tud erről a helyről és a csoport vonakodó vezetője lesz. Arcán rángatóznak az idegek, de öreg ember létére fizikailag csúcsformában van. Állítása szerint hét börtönből szökött már meg és ő találja ki, hogy a bakancsokkal teszteljék a szobákat. Egy alkalommal észrevesz egy csapdát, amit a többiek előtt rejtve marad és arra inti őket, hogy figyeljék meg, "ami az orruk előtt van". Végül egy savval töltött csapda áldozata lesz.

- Andrew Miller – Kazan: Először csak tehernek tűnik az autisztikus figura, akit Holloway ragaszkodása miatt visznek magukkal. Quentin nem bízik benne, mert azt gyanítja, hogy azért csapódott hozzájuk, hogy lelassítsa előrehaladásukat vagy még nagyobb veszélybe sodorja őket. Később azonban igencsak hasznos lesz a csoport számára, amikor a segítségével megfejtik a Kocka kódját és megtalálják a kifelé vezető utat. Az egyetlen a csoportból, aki megmenekül.

- Julian Richings – Alderson: Csak a film első jelenetében (és a DVD csomagolásán) tűnik fel, de nem találkozik a többi szereplővel, mivel perceken belül életét veszti.

### A szereplők neve
Minden rabot valamilyen börtön után neveztek el. Quentint a Kalifornia állambeli San Quentin börtönről, Holloway-t a londoni Holloway börtönről, Kazant a tatárföldi Kazan börtönről, Rennes-t a Bretagne félszigeten található Rennes nevezetű börtönről, Alderson-t a Nyugat-Virginiai Alderson börtönről, Leaven és Worth pedig egy Leavenworth nevű kansasi börtönről kapták nevüket.
A rabok tükrözik a börtönök tulajdonságait. Kazan (az autista férfi) feltehetően egy szervezetlen börtön. Rennes (a "vezető") egy úttörő a mai börtönök között. Quentin (a rendőr) az erőszakról, brutalitásról ismert. Holloway  egy női börtön. Alderson egy olyan börtön, ahol az elszigetelés az átlagos büntetés. A Leavenworth nevű börtön merev, szabályok vannak (Leaven matematikai tudása), az új börtön vállalati tulajdonú és építésű (Worth, a felbérelt építész).
A legtöbb karakter teljes nevére nem derül fény, (kivéve: David Worth, Helen Holloway) csak a későbbi filmekben.

### A Kocka rejtélye
A rendező, Vincenzo Natali a kommentárban elmondja, hogy egy professzort bérelt fel a számok, koordináták összefüggésének "kidolgozásához", és tulajdonképpen ő is építhette volna a szerkezetet, ahogy a filmből kiderül. A rendszer fedetlen, a "rabok" apránként megtanulják navigálni, kezelni. Közülük Leaven tud a legjobban következtetni a dolgokra (pl.: a koordináták). A többi nyom fokozatosan derül ki a film előrehaladtával. A rabok egyből rájönnek, hogy a labirintus egymáshoz illeszkedő, kocka alakú szobákból áll, mindegyiket hat további szoba övez, minden szoba egy másikba vezet, és egy szűk "folyosó" köti őket össze. Az ajtók manuálisan (kézzel) nyílnak, egy szobán belülről nyitható, egy nem látható szerkezettel a másik oldalon is kinyílnak. Ezt rövid időre láthatjuk, mikor a film elején Holloway kinyitja az egyik ajtót. Az átjárók bejáratánál önálló, kilenc számjegyből álló számkombinációk találhatók. Később Leaven jön rá a számok kapcsolatára: ezek mind kódolt Descartes-koordináták. Három számjegy összeadásával megkapunk egy koordinátát, pl.: 582 434 865. Tehát: 5+8+2=15, 4+3+4=11, 8+6+5=19, a kapott koordináták:15, 11, 19 (x, y, z koordináták). Worth elmondja, hogy a belső kocka és a külső burok között van egy rés. A külső burok egy oldalának mérete 145 méter. Leaven megbecsüli egy szoba méretét (14 láb: 4,34 méter), és kiszámolja, hogy a Kockának 26x26x26, azaz 17 576 szobából kell állnia. Leaven kideríti, hogy a csapdaszobák matematikai tényezőkkel, prím számok hatványaival vannak jelezve. Korábban azt hitte, azok a szobák rejtenek csapdát, amelyikben bármelyik szám is prímszám. Ám ez az elmélet később kudarcot vall, ez sokkal bonyolultabb. Később  kiderül, hogy mindeddig körbe-körbe jártak. Worth észreveszi, hogy a szobák mozognak, Leaven így tovább "bővíti" elméletét:
1. A szobák kezdetben kiinduló pozícióban állnak, majd később elfordulnak.
2. Van egy híd, amelyik az elfordulás után "csatlakozik" a külső burokhoz: ez az egyetlen kijárat.
3. A számokból kiderül, hogy hol van a szoba, hányszor mozdul el és hol köt ki.
4. A csapdák a számok alapján kiszűrhetők faktorok számításával.
5. A permutációval kiszámítható a szobák mozgása, csak le kell vonni a számokat.
6. Ahhoz, hogy kiderüljön, melyik szoba rejt csapdát, ki kell számolniuk a faktorokat minden egyes szobában.

## Fordítás
- Ez a szócikk részben vagy egészben  a   Cube (film) című angol Wikipédia-szócikk fordításán alapul.  Az eredeti cikk szerkesztőit annak laptörténete sorolja fel. Ez a jelzés csupán a megfogalmazás eredetét és a szerzői jogokat jelzi, nem szolgál a cikkben szereplő információk forrásmegjelöléseként.